# Julie Baumann

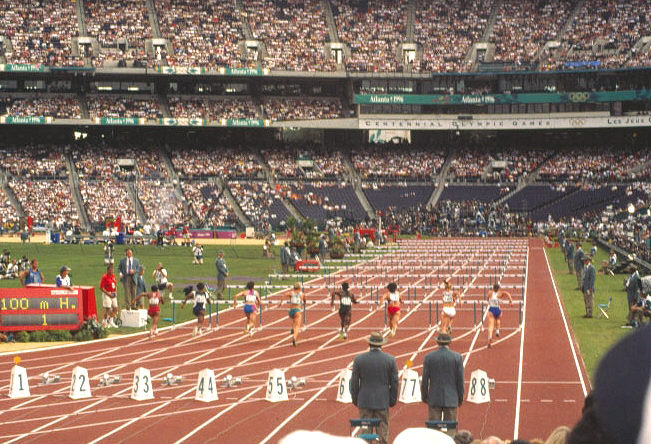
Baumann (3. v. r.) bei den Olympischen Spielen 1996

Julie Baumann, geborene Rocheleau (* 17. Juni 1964 in Saint-Jérôme), ist eine ehemalige Schweizer Leichtathletin kanadischer Herkunft. Sie war spezialisiert auf den 100-Meter-Hürdenlauf.

## Leben
Baumann errang als Julie Rocheleau ihre ersten Erfolge für ihr Heimatland Kanada. Sie war Vierte bei den Commonwealth Games 1986 und Sechste bei den Olympischen Spielen 1988. 1989 wurde sie positiv auf Stanozolol getestet und erhielt eine zweijährige Dopingsperre. In dieser Zeit heiratete sie den Schweizer Fechter Beat Baumann, nahm dessen Nachnamen an und startete fortan für die Schweiz.
Nach ihrer Sperre wurde sie Fünfte bei den Weltmeisterschaften 1991 und bei den Halleneuropameisterschaften 1992. Ihr grösster Erfolg war der Gewinn der Goldmedaille bei den Hallenweltmeisterschaften 1993 in Toronto. Bei den Weltmeisterschaften in Stuttgart schied sie jedoch im Halbfinal aus. 1994 erreichte sie bei den Europameisterschaften den sechsten und 1995 bei den Weltmeisterschaften den fünften Platz. Bei den Olympischen Spielen 1996 und den Weltmeisterschaften 1997 kam sie nicht über den Halbfinal hinaus, bei den Europameisterschaften 1998 wurde sie Siebte.
Baumann ist 1,64 m gross, ihr Wettkampfgewicht betrug 52 kg.

## Erfolge
als Julie Rocheleau
- 1986: 4. Rang Commonwealth Games
- 1988: 6. Rang Olympische Spiele

als Julie Baumann
- 1991: 5. Rang Weltmeisterschaften; Schweizer Meisterin
- 1993: 1. Rang Hallenweltmeisterschaften 60-Meter-Hürdenlauf; Schweizer Meisterin
- 1994: Schweizer Meisterin
- 1995: 5. Rang Weltmeisterschaften; Schweizer Meisterin
- 1996: Schweizer Meisterin, Halbfinal bei den Olympischen Spielen
- 1997: Schweizer Meisterin

## Persönliche Bestleistungen
- 100-Meter-Hürdenlauf: 12,76 s, 7. September 1991 in Winterthur, bis 2011 Schweizer Rekord[2]
- 60-Meter-Hürdenlauf Halle: 7,95 s, 31. Januar 1992 in Karlsruhe, Schweizer Rekord